# Аральское (Калининградская область)
Аральское — посёлок в Зеленоградском районе Калининградской области. Входил до 2016 в состав Ковровского сельского поселения.

## Население
| 2002 | 2010 |
| ---- | ---- |
| 36   | ↗37  |

В 1910 году в нём проживали 78 человек.

## История
Алексванген был основан в 1370 году. В 1946 году Алексванген был переименован в поселок Аральское.